# Emilie von der Embde
Ernestine Emilie Maria von der Embde (* 10. Dezember 1816 in Kassel; † 14. Mai 1904 ebenda) war eine deutsche Bildnis-, Genre-, Landschafts- und Blumenmalerin.

## Leben
Emilie war die dritte von vier Töchtern des in Kassel tätigen Malers August von der Embde (1780–1862) und dessen Ehefrau Sophie Charlotte geb. Henschel (1787–1856), Tochter des Stückgießers und Unternehmensgründers Georg Henschel und Schwester des Bildhauers Johann Werner Henschel und des Fabrikanten Carl Anton Henschel. Sie war, wie auch ihre ältere Schwester Caroline, Schülerin und später Mitarbeiterin ihres Vaters, dessen biedermeierliche Genre- und Porträtmalerei ihre Motive, Technik und Malstil sehr beeinflusste. Sie unternahm Studienreisen nach Dresden und München, kehrte aber 1854 nach der Heirat ihrer Schwester Caroline nach Kassel zurück, um an deren Stelle ihren Vater zu unterstützen. Sie blieb unverheiratet und lebte mit zwei weiteren unverheirateten Schwestern bis zu ihrem Tode im elterlichen Haus.
Emilie von der Embde malte vorwiegend Einzel- und Gruppenbildnisse des gehobenen Kasseler Bürgertums und Genrebilder des nordhessischen Landlebens, aber auch reine Landschaftsbilder und Stadtmotive ihrer Heimatstadt Kassel sowie botanisch genaue Blumen- und Pflanzenbilder. An die Öffentlichkeit trat sie vornehmlich mit Porträts und Blumenstücken, wobei sich ihr Hang zu leuchtenden Farben und großer Naturnähe zeigte. Die meisten ihrer in den Jahren 1854 bis 1894 geschaffenen Aquarelle hessischer Flora stellte sie in einem nach Monaten und Jahreszeiten gegliederten Album Plantas Hassiacas et pulcriores et rariores zusammen. Der Prachtband hatte den eingeklebten Innentitel: Hessische Blumen nach der Natur gemalt in den Jahren 1854-1894 von Emilie von der Embde. Sie vermachte ihn, zusammen mit ihrem künstlerischen Nachlass und ihrem Kunstbesitz, darunter die wertvolle Originalgipssammlung des Bildhauers Johann Werner Henschel, der Murhard-Bibliothek in Kassel. Er wurde 1981 aus der Bibliothek der Universität Kassel gestohlen, in welche die Murhard-Bibliothek 1976 eingegliedert worden war.

## Werke
Im „Bestandskatalog der Gemälde des 19. Jahrhunderts“ der „Museumslandschaft Hessen Kassel“ finden sich 28 ihrer Werke auf den Seiten der Museumslandschaft Hessen Kassel.